# آربوس، ساردینیا
آربوس، ساردینیا (به ایتالیایی: Arbus) یک کومونه در ایتالیا است که در استان مدیو کامپیدانو واقع شده‌است.

## خصوصیات
آربوس ۲۶۷٫۰ کیلومترمربع مساحت و ۶٬۶۲۶ نفر جمعیت دارد و ۳۱۴ متر بالاتر از سطح دریا واقع شده‌است.